# Jean-Christian de Schleswig-Holstein-Sonderbourg
Jean-Christian de Schleswig-Holstein-Sonderbourg (né à Beck le 26 avril 1607 - mort à Sonderbourg le 30 juin 1653 inhumé à Sonderbourg) fut duc de Schleswig-Holstein-Sonderbourg de 1627 à 1653

## Biographie
Jean-Christian est le fils ainé d'Alexandre de Schleswig-Holstein-Sonderbourg et Dorothée de Schwarzbourg-Sondershausen. Jean succède à son père comme duc de Sonderbourg. En 1634 du fait de son mariage il obtient le château de Franzhagen près de Schulendorf dans le duché de Saxe-Lauenbourg.
Jean-Christian épouse le 4 novembre 1634  Anne (18 mars 1605 - 12 décembre 1688), fille du comte Antoine II d'Oldenbourg-Delmenhorstdont: 
- Christian Adolphe de Schleswig-Holstein-Sonderbourg-Franzhagen
- Dorothée Auguste (Sonderburg 30 septembre 1636 - Vöhl 18 septembre 1662; inhumé dans l'église de  Darmstadt), mariée à Sonderbourg 5 mars 1661 le Landgrave Georges III de Hesse-Itter (mort le 19 juillet 1676)
- Christine-Élisabeth de Schleswig-Holstein-Sonderbourg-Franzhagen (Sonderbourg 23 juin 1638 - Weimar 7 juin 1679; inhumé à  Weimar); épouse à Weimar 14 aout 1656 le duc Jean-Ernest II de Saxe-Weimar (mort le 15 mai 1683)
- Jean-Frédéric (26 décembre 1639 - Gottorp 19 février 1649)